# Bezirk Zastawna
Bezirkul Zastawna (în română Zastavna, în ruteană Zastawna) a fost un bezirk (bițârc-în graiul bucovinean) în Ducatul Bucovinei. Acesta cuprindea partea de nord a Bucovinei. Reședința bezirkului era orașul Zastavna (Zastawna). După Primul Război Mondial a devenit parte a României, iar în prezent este parte a Ucrainei.

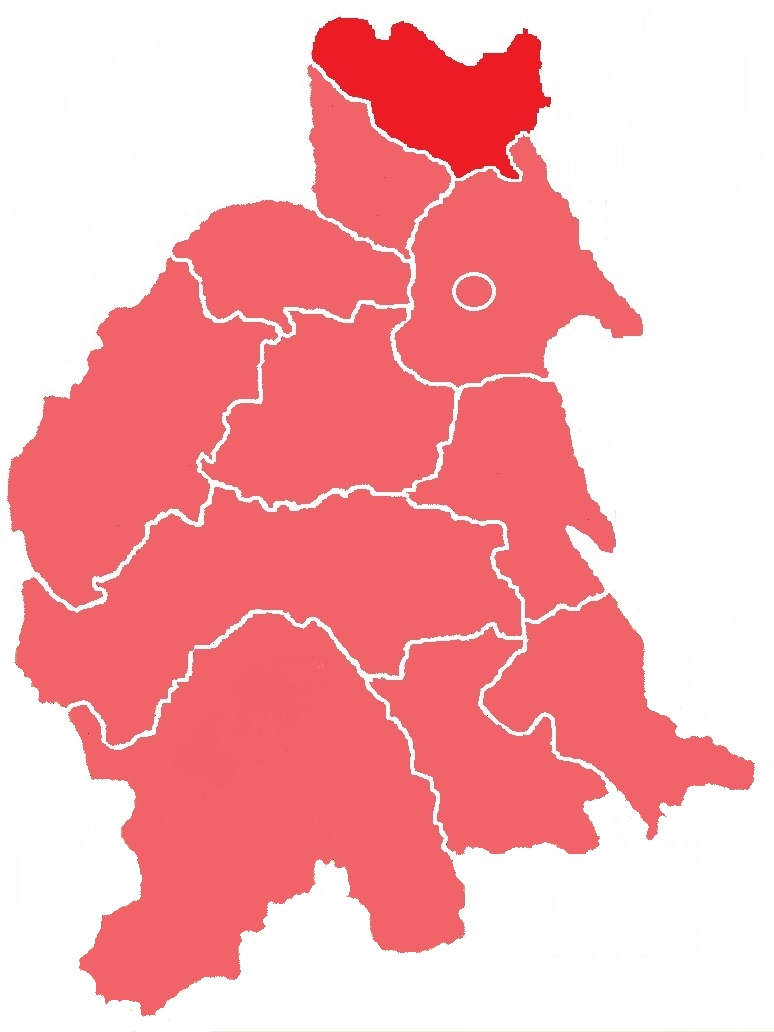
Bezirkul Zastawna (1910)

## Istoric
Districtele politice moderne ale Monarhiei Habsbugice au fost create în jurul anului 1868 ca urmare a separării distictelor politice de cele judiciare. Teritoriul acestui bezirk aparținea în 1868 districtului politic Cozmeni (Bezirk Kotzman), care era format din districtele juridice Cozmeni (Gerichtsbezirk Kotzmann) și Zastavna (Gerichtsbezirken Zastawna). La data de 1 octombrie 1905, districtul juridic Zastavna s-a separat de districtul politic Cozmeni și a format un nou district politic, districtul Zastavna.
Înainte de formarea bezirkului Zastavna, în anul 1900, districtul juridic Zastavna avea o populație de 51.502 de locuitori și o suprafață de 492,82 km². Majoritatea locuitorilor erau ruteni.
| Anul | Locuitori | Vorbitori nativi de germană | Vorbitori nativi de ruteană | Vorbitori nativi de română | Vorbitori nativi de alte limbi |
| ---- | --------- | --------------------------- | --------------------------- | -------------------------- | ------------------------------ |
| 1854 | 31.805    |                             |                             |                            |                                |
| 1869 | 41.401    |                             |                             |                            |                                |
| 1880 | 43.879    | 3.275                       | 39.365                      | 244                        | 974                            |
| 1890 | 49.357    | 4.540                       | 43.519                      | 43                         | 1.169                          |
| 1900 | 51.502    | 4.882                       | 45.422                      | 55                         | 1.069                          |

## Localități
În anul 1910 bezirkul Zastavna era format din districtul judiciar Zastavna.
Gerichtsbezirk Zastawna:
- Orașul Zastavna (Zastawna în germană, Zastawna în  ruteană)
- Babin  (Babin)
- Boianceni (Bojanczuk/Boiancze)
- Borăuți (Boroutz)
- Vadul Nistrului (Brodok)
- Pârâul Negru (Czarny Potok)
- Cincău (Czinkeu)
- Costrijeni (Kostriziuka)
- Doroșăuți (Doroschoutz)
- Horoșăuți (Horoschoutz)
- Iurcăuți (Jurkoutz)
- Cadobești (Kadobestie)
- Chisălău (Kisseleu)
- Crișceatec (Kryszczatek)
- Cuciurul Mic (Kuczurmik)
- Culeuți (Kuleutz)
- Luca (Luka)
- Mitcău (Mitkeu)
- Mosoreni (Mossorowka)
- Ocna (Okna)
- Onut (Onuth)
- Pohorlăuți (Pohorloutz)
- Prelipcea (Prelipcze)
- Răpujineț (Repuzynetz)
- Sămușeni (Samuszyn/Samuczyn)
- Tăuteni (Toutry)
- Vasilău (Wassileu)
- Verbăuți (Werboutz)
- Vrânceni (Werenczanka)
- Zvineace (Zwiniacze)